# نظام کشاورزی
نظام کشاورزی (به انگلیسی: Agrarian system) مجموعه پویایی از عوامل اقتصادی و فنی است که بر شیوه‌های کشاورزی تأثیر می‌گذارد. فرض بر این ایده است که سیستم‌های مختلف بسته به شرایط طبیعی و اجتماعی خاص برای یک منطقه خاص توسعه یافته‌اند. عوامل سیاسی نیز به دلیل مسائلی مانند مالکیت زمین، سازماندهی کارگری و شیوه‌های کشت بر نظام کشاورزی تأثیر دارد.
از آنجایی که امنیت غذایی به دلیل رشد انفجاری جمعیت در طول قرن بیستم بیشتر اهمیت پیدا کرده‌است، کارایی سیستم‌های کشاورزی بیشتر مورد بررسی قرار گرفته‌است.

## گونه‌ها
اساس یک نظام کشاورزی غالب ممکن است از یکی از انواع عمده ساختار اجتماعی زراعت‌گرایی، به عنوان مثال، تقسیمات قومی یا قبیله‌ای، طبقات فئودالی یا نظام‌های مبتنی بر خانواده نشأت گرفته شود. روش‌های کشاورزی مانند گله‌داری عشایری چهارچوب رایجی است که نظام کشاورزی ممکن است برای آن تکامل یابد. گونه‌های مهم دیگر نظام کشاورزی بر اساس ایدئولوژی سیاسی غالب مانند کمونیسم یا سوسیالیسم ارضی استوار است.
اروپا تحت سلطه کشاورزی مختلط است. این بدان معناست که مدیریت دقیق شیوه‌های خاک ورزی و ابزار و ادوات خوب مهم است. چین یک نظام کشاورزی مبتنی بر شدت کار برای کشت مرطوب برنج ایجاد کرده‌است که در آن مهارت دارای بیشترین اهمیت است.